# Arp 220
Arp 220 (IC 1127, ou encore IC 4553) est une galaxie particulière située dans la constellation du Serpent. Arp 220 a été découverte par l'astronome américain Truman Safford en 4 mai 1866. La galaxie fut redécouverte indépendamment par l'astronome français Stéphan Javelle le 25 juillet 1903 et par la suite listée comme étant IC 4553 au sein de l'Index Catalogue.
Cette galaxie est née de la collision de deux autres galaxies et dont la fusion est observée depuis la Terre comme étant toujours en cours. Arp 220 présente un remarquable taux de formation d'étoiles ainsi qu'un important rayonnement dans le domaine infrarouge, faisant d'elle la galaxie de ce type la plus rapprochée de la Terre.

## Description
La vitesse d'Arp 220 par rapport au fond diffus cosmologique est de 5 636 ± 10 km/s, ce qui correspond à une distance de Hubble de 83,1 ± 5,8 Mpc (∼271 millions d'al).
En raison d'une brillance de surface égale à 14,41 mag/am2, on peut qualifier Arp 220 de galaxie à faible brillance de surface (LSB en anglais pour low surface brightness). Les galaxies LSB sont des galaxies diffuses (D) avec une brillance de surface inférieure de moins d'une magnitude à celle du ciel nocturne ambiant.
Arp 220 présente une large raie HI et renferme des régions d'hydrogène ionisé (HII).
Des molécules organiques, la méthanimine H2C=NH et le cyanure d'hydrogène HCN, ont été détectées par le radiotélescope d'Arecibo dans cette galaxie,.

## Caractéristiques

### Morphologie
Arp 220 résulte de la fusion de deux galaxies spirales dont la collision aurait débuté il y a environ 700 millions d'années. La galaxie actuelle présente un aspect irrégulier et perturbé dû aux forces de marée galactique. Des observations en onde radio et en infrarouge ont révélé la présence de deux noyaux distincts au centre d'Arp 220, correspondants à ceux des deux galaxies originelles. Les noyaux sont espacés d'environ 370 pc (∼1 210 al) et sont fortement obscurcis par la poussière interstellaire.
Les noyaux sont entourés de deux disques de gaz d'un rayon d'environ 100 pc (∼326 al), ainsi qu'un disque externe d'un rayon d'environ 1 kpc (∼3 260 al). Les deux premiers disques sont en contre-rotation l'un par rapport à l'autre et représentent probablement une fraction significative (~50 %) de la masse de chaque noyau. Le disque externe est quant à lui en rotation autour du centre dynamique de ce système.

### Formation d'étoiles
Comme dans la plupart des systèmes de galaxies en interaction ou en fusion, Arp 220 présente un taux remarquable de formation d'étoiles (entre 200 et 250 masses solaires par an), faisant d'elle une galaxie à sursauts de formation d'étoiles. Cette formation a principalement lieu au niveau des noyaux de la galaxie. Ailleurs, la formation stellaire semble s'être soudainement arrêtée il y a environ 100 millions d'années, et ce pour une raison incertaine.
On trouve près de 200 jeunes amas stellaires massifs dans une région d'environ 5 000 années-lumière au sein de la galaxie. En plus de cela, cette région abrite aussi une très grande quantité de gaz interstellaire, autant qu'il y en a dans l'ensemble de notre propre galaxie, la Voie lactée. L'âge de ces amas varie entre 10 et 300 millions d'années et on pense que certains d'entre eux pourraient être de jeunes amas globulaires.
La plupart des étoiles nées lors de ces épisodes de formation stellaire intenses sont massives et ont une durée de vie brève (quelques dizaines ou centaines de millions d'années), au terme de laquelle elles finissent en explosion de supernova. Des rémanents de supernovas candidats ont ainsi pu être décelés en onde radio au centre d'Arp 220,. De plus, toujours aux observations radio, un record de sept supernovas détectées à peu près au même moment a pu être établi.

### Activité et émissions
Selon la base de données NASA/IPAC, Arp 220 est une galaxie active de type Seyfert 2 et une galaxie LINER, c'est-à-dire une galaxie dont le noyau présente un spectre d'émission caractérisé par de larges raies d'atomes faiblement ionisés. Au moins l'un des deux noyaux d'Arp 220 est l'hôte d'un AGN (peut-être le noyau Ouest). Cependant, il n'existe encore à ce jour aucune preuve directe convaincante pour confirmer la présence d'un AGN au sein d'un de ces noyaux,.
Des observations menées par le télescope spatial Chandra ont montré la présence de deux sources de rayon X, une pour chaque noyau de la galaxie, peut-être liées à deux trous noirs supermassifs.
Arp 220 est une galaxie ultra-lumineuse en infrarouge (ULIRG), la plus proche de nous. Ces émissions proviennent en grande partie de la formation massive de jeunes étoiles en son sein.
Début 2025, une étude rapporte la découverte d'un mégamaser de méthanol à 6,7 GHz en direction d'Arp 220, le premier de ce genre détecté en dehors du groupe local. Celui-ci, comme pour l'émission infrarouge, est lié aux régions de formation d'étoiles de la galaxie.

## Galerie

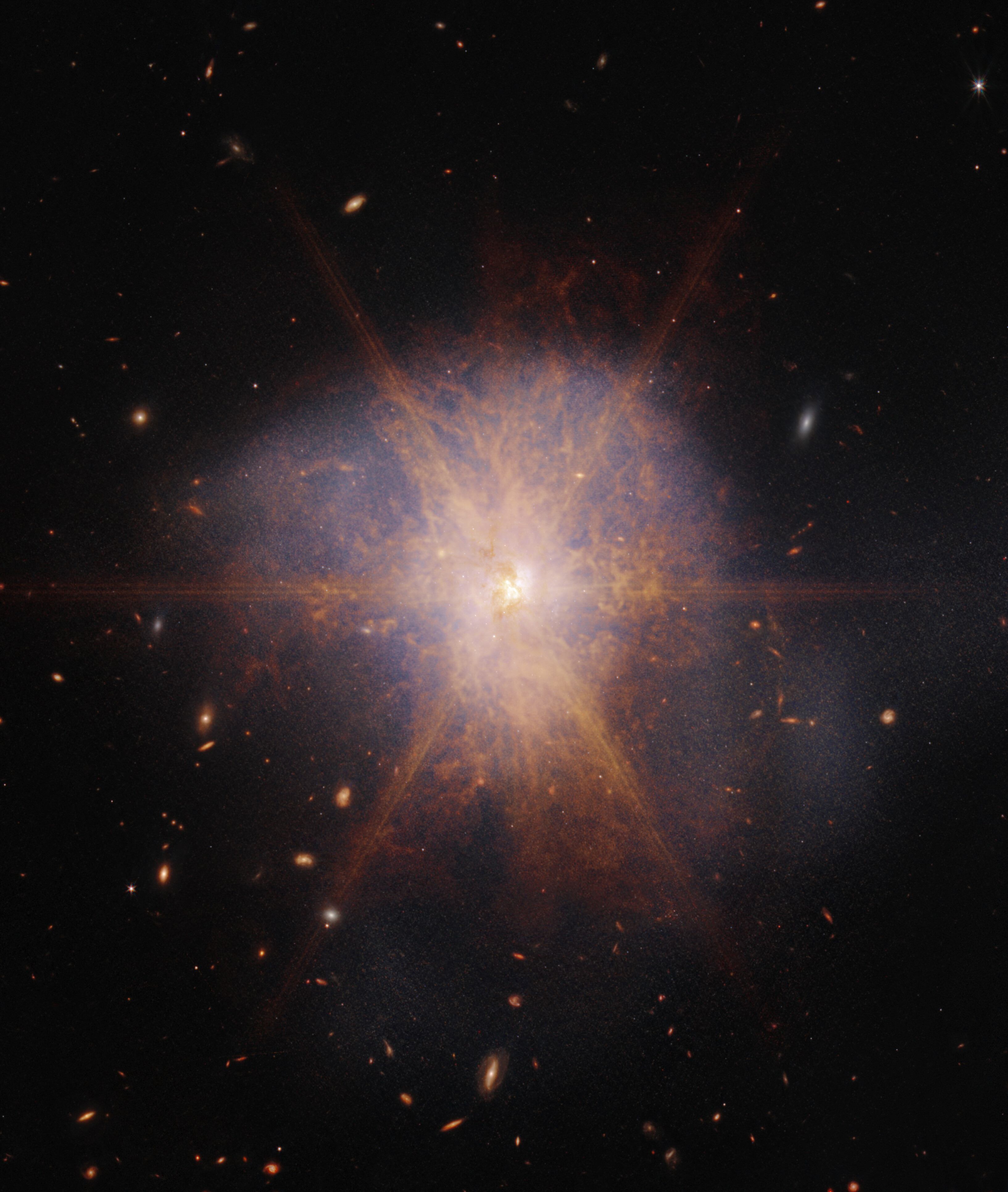
Arp 220 imagée par le télescope spatial James Webb (infrarouge proche et moyen).
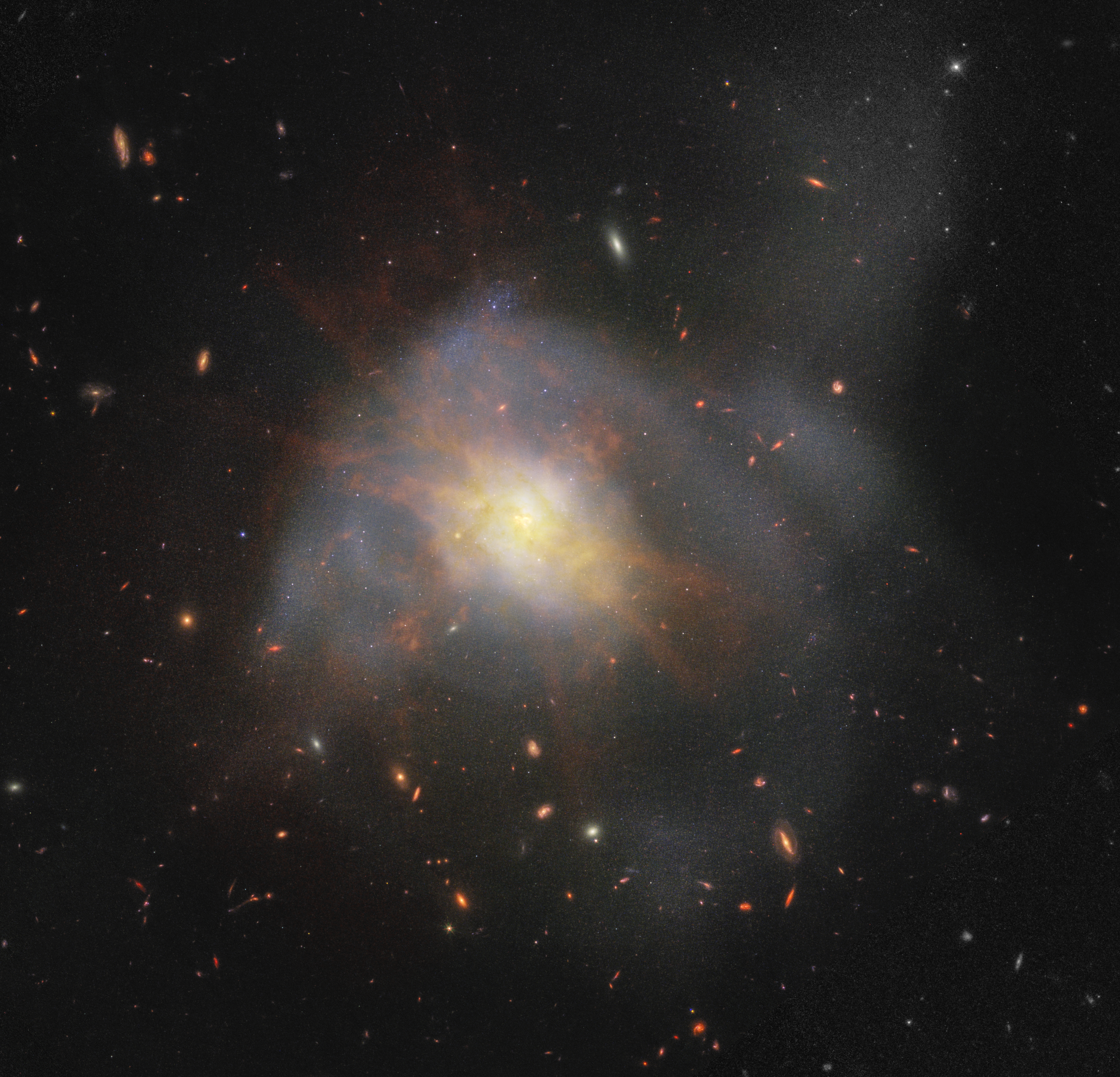
Image composite issue des données des télescopes spatiaux Hubble (visible) et James Webb (infrarouge).
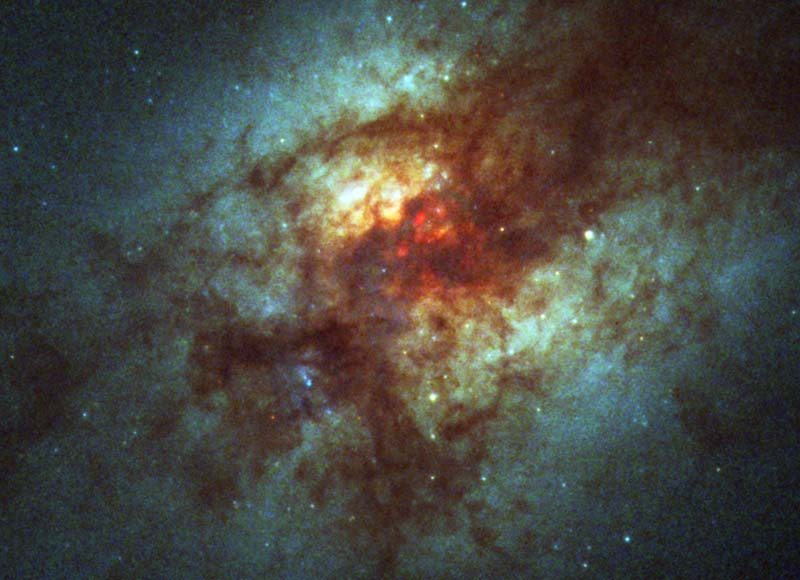
Détail du cœur d'Arp 220 obscurci par la poussière interstellaire (Hubble).